# Даневирке

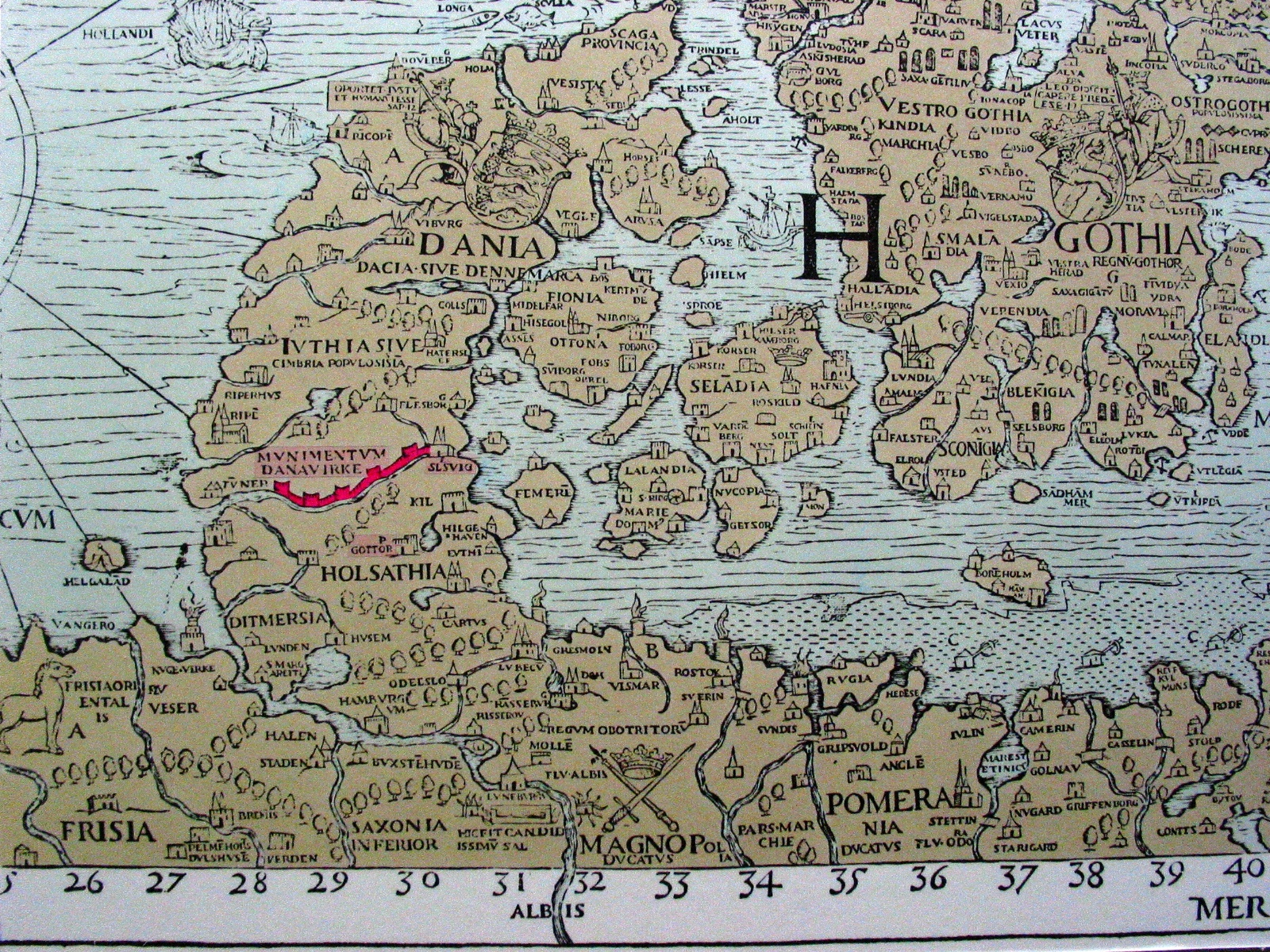
Даневирке (отмечен красным) на Carta Marina, карте XVI века

Даневирке (дат. Dannevirke, древнеисл. Danavirki, нем. Danewerk) — система датских укреплений на земле Шлезвиг-Гольштейн (Северная Германия). Даневирке является важным оборонительным сооружением, построенным через Ютландский полуостров в эпоху викингов. Последний раз Даневирке использовался в военных целях в 1864 году.
Даневирке проходит от болот на западе полуострова до города Шлезвиг, неподалёку от бухты Шлей, где находился торговый центр викингов Хедебю. Другая часть стены, между Шлеем и Эккернфёрде защищала полуостров Швансен.
Согласно письменным источникам, работа над Даневирке была начата датским королём Гудфредом в 808 году. Опасаясь вторжения франков, к тому времени уже завоевавших народы Фризии и Старой Саксонии, Гудфред начал работу над огромным сооружением для защиты своей земли, отделяя Ютландский полуостров от северных границ империи франков.
Длина сооружения около 30 км, высота колеблется от 3,6 до 6 метров.

## Археологические исследования

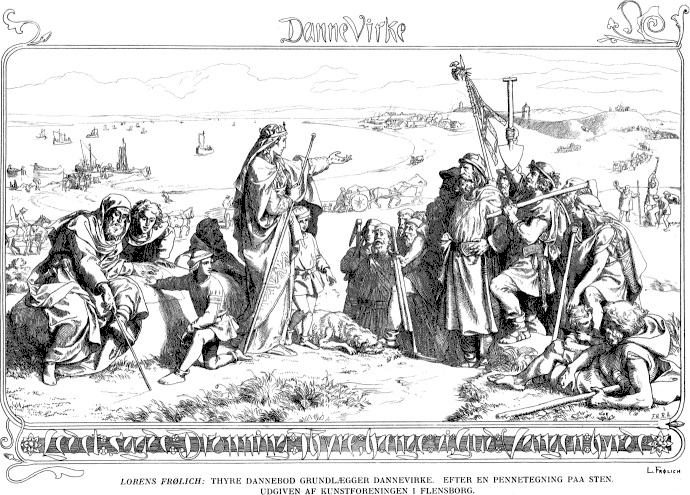
Датская королева Тира встречается со строителями земляного вала

Археологические раскопки 1969-75 годов, проведенные при помощи дендрохронологии показали, что основная структура Даневирке была построена в три этапа в период с 737 по 968 гг. нашей эры. Это доказывает, что сооружение было построено в тот же период, что и Вал Оффы, ещё большая оборонительная структура конца восьмого века.
Последние исследования свидетельствуют о том, что Даневирке был построен не только и не столько для военных целей. Археолог Хельмут Андерсен обнаружил, что на начальном этапе «стена», состояла из канавы между двумя низкими набережными. Возможно главная стена, в самой ранней стадии была каналом для перевозки грузов между Балтийским и Северным морями. Грузы между ними действительно перевозились, однако долгое время считалось, что между Шлеем и Трене все суда перевозились волоком.

## Символизм

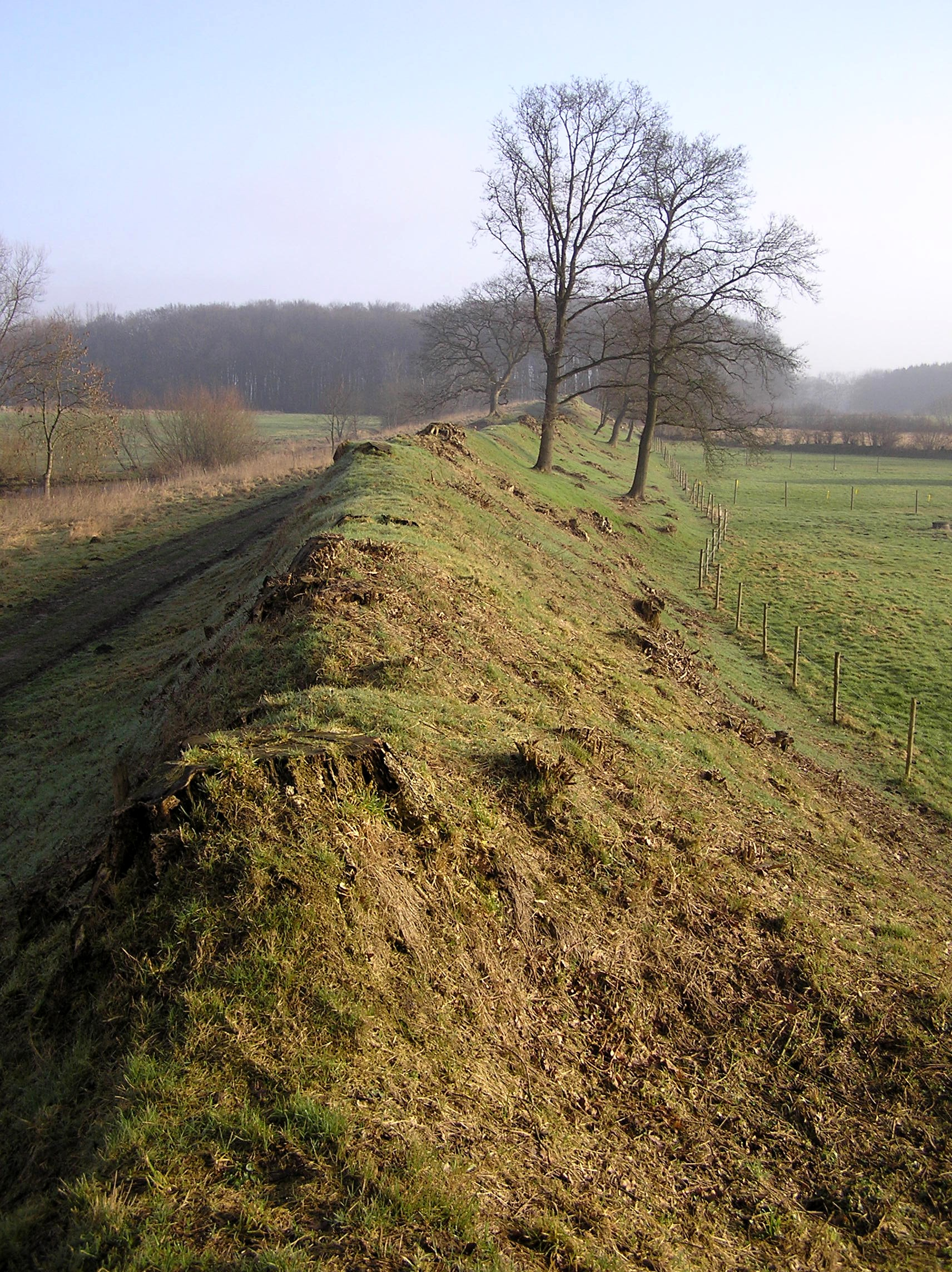
Даневирке сегодня

В девятнадцатом веке во время длительной политической и военной борьбы между датчанами и немцами за обладание Шлезвигом, Даневирке служил мощным символом датского национализма. В частности, он был символом датских исторических претензий на всю эту территорию, — хотя на протяжении веков с момента его строительства языковые границы постепенно перешли на север, так что в девятнадцатом веке территории и к северу от Фленсбурга, и к югу от Даневирке были преимущественно немецкоязычными.

## Вторая война за Шлезвиг
Последний раз Даневирке использовался в военных целях во время Второй войны за Шлезвиг в 1864 году. В связи с вышеупомянутым символизмом сооружения общественное мнение в Дании ожидало предстоящий бой именно здесь. Хотя битва и не состоялась именно там, несколько ранних стычек произошло к югу от сооружения. К марту 1864 года датская армия (38 тысяч человек, 277 орудий) под командованием генерал-лейтенанта К. де Меца отступила через Фленсбург на укрепленные позиции в районе города Дюббель. Другая часть датской армии отошла по Ютландии севернее, где засела в крепости Фредерисия. В марте прусско-австрийские войска осадили крепость, а 18 апреля разгромили датчан у Дюббеля. 29 апреля датские войска вынуждены были оставить Фредерисию и эвакуироваться на острова Альс и Фюн. Новости об отступлении стали большим шоком для датского общественного мнения, для датчан Даневирке считалась неприступной, генерал де Меца был немедленно отстранен от командования.

## Видеоматериалы
Видеоролик с компьютерной реконструкцией усовершенствования валов со временем